# Roxolans
Roxolans (grec antic: Ῥωξολανοί, llatí: Roxolani) eren un poble sàrmata que mencionen Estrabó, Claudi Ptolemeu i Plini el Vell quan ocupava les estepes del Borístenes i del Tànais al segle i aC. Més tard van emigrar a Dàcia i a la zona al darrere dels Carpats.
Estrabó diu que els roxolans, dirigits per Tasi, van ser derrotats per Diofant, general de Mitridates VI Eupator i descriu alguns dels seus costums, que són similars a les dels sàrmates.
Tàcit diu que els romans els van derrotar quan van fer una incursió a Mèsia en temps d'Otó. Una inscripció esmenta una victòria de Plauci Silvà sobre els roxolans. Hadrià mantenia la tranquil·litat a la frontera subvencionant-los, però quan es van queixar pels pocs diners, va fer un tractat amb el rei dels roxolans (probablement Rasparasanus, esmentat a la inscripció) augmentant els subsidis a canvi de la pau. En temps de Marc Aureli es van unir a la revolta general dels sàrmates, germànics i escites de les regions del Rin fins a Tànais.
En temps de la invasió dels gots el nom de roxolans desapareix de la història perquè probablement van ser en part exterminats i en part es van unir als alans, després als huns i més tard als ostrogots.

## Història
Primer van saquejar el territori del riu Tànais i després es van establir al nord dels iàziges, en les estepes situades els rius Borístenes i Tànais. En part van haver d'haver sotmès als anomenats sàrmates reals, i en part els van obligar a desplaçar-se cap a l'oest del Borístenes.
Cap al 110 aC, els habitants de Quersonès, amenaçats contínuament pels escites de la península Tàurica (actual Crimea) aliats amb els roxolans, van demanar ajuda a Mitridates VI Eupator del Regne del Pont. Aquest va escoltar la seva petició i va enviar en ajuda de les polis pòntiques una expedició manada per Diofant, un grec de Sinope, gran general i geògraf prestigiós, que va derrotar els escites, i també a les tropes dels roxolans, acabdillades per Tasi. A continuació es van aliar amb l'exèrcit de Diofant al que van ajudar a conquerir el Regne del Bòsfor. Disposaven de 50.000 soldats i tenien fama de ser molt bel·licosos, però portaven armes lleugeres i no podien fer front a una falange. Usaven cascs fets de pell de cabirols sense adobar, portaven escuts de vímet i utilitzaven com a armes ofensives llances, arcs i espases.
A mitjans del segle i, van formar part d'una migració de tribus i es van traslladar a l'oest del Borístenes. Part d'ells es van establir entre aquest riu i el delta del Danubi, expulsant als iàziges. Però la major part dels roxolans es van dirigir cap al sud, i cap a l'any 62 havien aconseguit les estepes de Bărăgan, a la Dàcia (l'actual Romania meridional). També es van establir a la zona més enllà de les muntanyes dels Carpats i del Danubi.

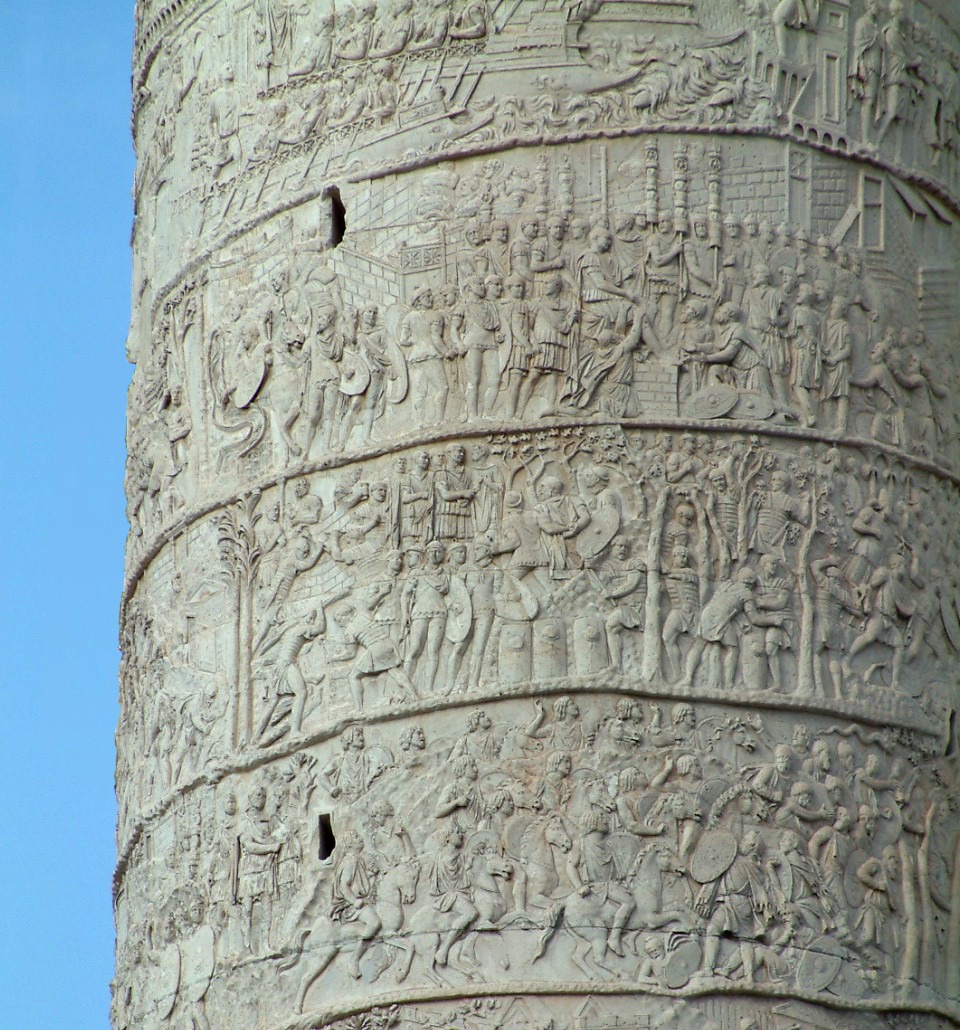
Detall del relleu de la Columna de Trajà.

Tan aviat com van arribar al Danubi, els roxolans van envair la Mèsia romana. Van ser rebutjats i Tàcit diu que van ser derrotats pels exèrcits romans de l'emperador romà Otó. Milers de fugitius «transdanubians», probablement dacis, van buscar refugi a la província romana de Dàcia, on se'ls va permetre d'establir-se.
A l'hivern de l'any 69, 9.000 roxolans van envair de nou Mèsia i van aniquilar la Legió III Gallica. Però poc després van ser sorpresos per un altre exèrcit romà i van ser seriosament castigats. Una inscripció esmenta la victòria de Plauci Silvà sobre els roxolans. Una copiosa pluja i un sobtat desglaç els van privar de tots els avantatges que els procurava la velocitat de la seva cavalleria.
Als anys 85-86, van tornar a atacar la Mèsia. Durant les Guerres Dàcies, que va enfrontar Trajà amb els dacis van combatre al costat d'aquests, i els iazigs van lluitar en el bàndol romà. L'any 92, roxolans i dacis van destruir a la Legió XXI Rapax. A la primera campanya dels anys 101-102 els roxolans, que van posar la seva cavalleria pesant al servei dels dacis, van ser derrotats.
Sembla que es van mantenir neutrals durant la campanya final de Trajà dels anys 105-106, que va acabar amb la completa destrucció de Dàcia. La creació de la província romana de Dàcia va portar el poder romà al llindar del territori roxolà.
Quan Trajà va celebrar el seu triomf al 107, alguns roxolans captius van desfilar al costat d'uns dacis pels carrers de Roma. A la Columna de Trajà, es pot veure un destacament d'arquers roxolans a cavall fugint davant dels vencedors romans, i el seu armament correspon exactament al descrit per Tàcit.
Acabades les guerres dàcies, hom els va concedir un subsidi amb la condició que es mantinguessin allunyats de les fronteres romanes. L'any 117 els va ser tallat el subsidi. Va esclatar una altra guerra, i llavors l'emperador romà Hadrià, va haver de deixar Roma per arreglar la situació, fent un tractat amb el rei dels roxolans (probablement Rasparasanus, esmentat en la inscripció de la victòria de Plauci Silvà), renovant el subsidi. Hadrià va reforçar una sèrie de fortificacions preexistents i va construir nombrosos forts al llarg del Danubi per contenir l'amenaça dels roxolans.

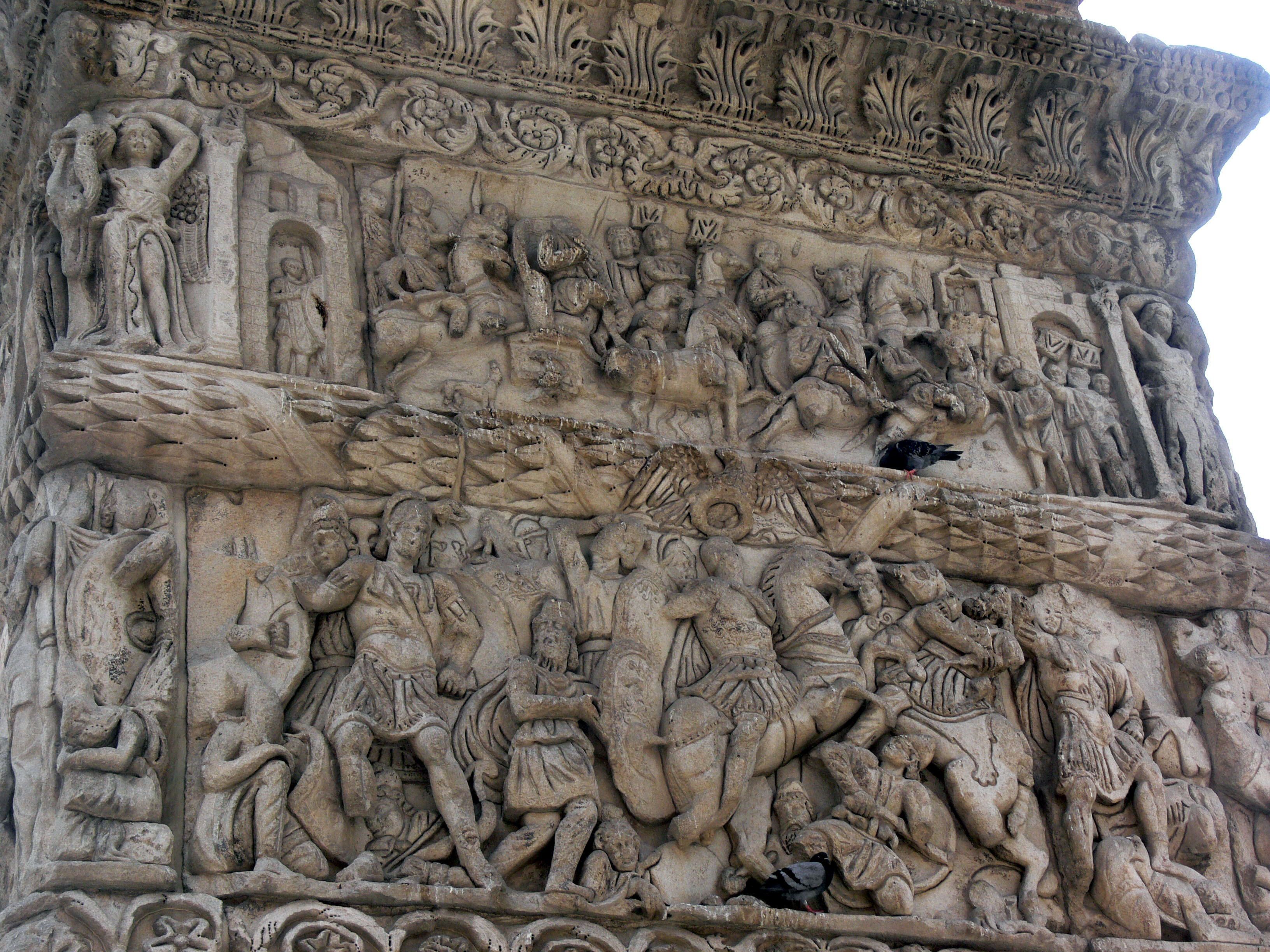
Arc de Galeri.

A l'època de Marc Aureli, els roxolans es van unir a la revolta general dels sàrmates, germànics i escites, que va esclatar des de les regions del riu Rin fins a les del riu Tànais. Marc Aureli, va emprendre una campanya contra els roxolans al llarg de la frontera del Danubi. El 260 van atacar la província romana de Panònia; poc després contingents de tropes roxalanes van entrar al servei de l'exèrcit romà. En el 118, el rei dels roxolans es va convertir en vassall de Roma. Després d'això els roxolans es van eclipsar.
Els gots van arrabassar als romans Dàcia al 271. Abunden les referències sobre atacs efectuats durant els segles iii i iv pels sàrmates en territori romà, empresos sovint juntament amb els gots, però és dubtosa la identitat de les tribus sàrmates que van prendre part en aquests atacs. Els que apareixen representats a l'Arc de Galeri, a Salònica (any 297), potser són roxolans, encara que també poden ser alans.
L'any 377, els roxolans que encara vivien a la plana romanesa a l'est del Danubi, van haver d'abandonar la regió per la pressió exercida pels ostrogots, que al seu torn, eren empesos per l'avanç dels huns. Alguns roxolans van buscar refugi a la Mèsia romana, altres es van retirar més cap a l'Oest i es van unir als iàziges a la plana hongaresa. En part, probablement, van ser exterminats i en part es van unir als alans, després als huns i després als ostrogots.
El nom dels rhacalani (Ῥακαλάνοι) esmentat per Claudi Ptolemeu és probablement una variant del nom d'aquest poble. El seu nom podria derivar de Raxa, un riu del seu lloc d'origen, potser el Ra (Volga).

## Costums
Estrabó descriu alguns dels seus costums, que en general eren similars als dels sàrmates. Els anomena «habitants de carros».
| « | Les seves tendes de feltre estaven subjectes als carros en què vivien. Al voltant dels carros hi havia els ramats que els procuraven la llet, el formatge i la carn que els servien de suport. Seguien els ramats, traslladant-se a altres llocs on puguin pasturar. | » |

També diu que «són guerrers més que bandits, encara que van a la guerra només pels tributs que se'ls deuen. Cedeixen les seves terres a qualsevol que vulgui conrear, i s'acontenten a percebre a canvi un moderat tribut. Però quan els arrendataris no paguen, els declaren la guerra». Els seus cavalls, com els dels escites eren molt veloços i difícils de manejar, per la qual cosa els castraven. També caçaven cérvols i senglars en els pantans i cabirols a les estepes.
Gràcies als objectes trobats en les seves tombes se sap que posseïen espases de ferro, petites puntes de fletxa també de ferro i caracatges d'escorça de bedoll, que eren les armes dels arquers muntats lleugerament armats. Segons antigues descripcions tiraven el llaç als enemics en la batalla.
Tàcit va donar una vívida, encara que hostil, descripció dels roxolans, quan van aparèixer davant dels romans: 
| « | El pillatge, i no la guerra, constitueix la seva passió; banda de lladres, determinats a assolar el país ... El seu valor es basa totalment en circumstàncies externes. En un enfrontament amb la infanteria són d'allò més covards. En un atac de la cavalleria són impetuosos, ferotges, irresistibles. Les seves armes consisteixen en llargues llances o sabres d'enorme grandària, que manegen amb les dues mans. Els caps porten cotes de malla de ferro o de dures pells d'animals, impenetrables a les armes enemigues, però tan enutjoses per a ells mateixos, que quan un cau en el camp de batalla, ja no pot tornar a aixecar-se. | » |

## El mite dels russos / roxolans
Alguns historiadors russos han intentat relacionar els roxolans amb el poble eslau del poble rus, que van aparèixer a Europa Oriental uns quatre segles després de la desaparició dels roxolans. Aquestes teories continuen sent populars a Rússia actualment, encara que van ser considerades, fins i tot abans de l'era d'investigació genètica, com pseudocientífiques per la majoria dels acadèmics.